# Bahnhof Nottuln-Appelhülsen
Der Bahnhof Nottuln-Appelhülsen befindet sich in Appelhülsen, einem Ortsteil der Gemeinde Nottuln im Kreis Coesfeld, Nordrhein-Westfalen.

## Geschichte
Die Köln-Mindener Eisenbahn-Gesellschaft (CME) erhielt am 28. Mai 1866 die Konzession zum Bau einer Bahnstrecke von Wanne nach Osnabrück. Diese war Teil der überregionalen Hamburg-Venloer Bahn, die wiederum Teil einer internationalen Paris-Hamburger Bahn werden sollte. Am 1. Januar 1870 nahm die CME den Personenverkehr auf dem ersten Teilstück zwischen dem Bahnhof Wanne (heute Wanne-Eickel Hauptbahnhof) an ihrer Stammstrecke und dem Bahnhof Münster (heute Münster (Westfalen) Hauptbahnhof) auf. Zeitgleich entstand der Appelhülsener Bahnhof.
Die Bedeutung des Bahnhofs für die Personenbeförderung und den Güterverkehr in Appelhülsen und im Umland war so groß, dass er als Bahnhof 2. Klasse geführt wurde. Nachdem auch die Bahnhöfe Buldern und Bösensell eine Güterexpedition erhielten, wurde er als Bahnhof 3. Klasse eingestuft.
Bis 1942 unterhielt der Bahnhof Appelhülsen die einzige Bahnmeisterei zwischen Münster und Dülmen, einschließlich einer Werkstatt und einer Schreinerei, in der zeitweise bis zu 30 Personen arbeiteten. 1973 wurde der Stückgutverkehr eingestellt. 1974 wurde der Bahnhof dem Bahnhof Dülmen unterstellt. 1998 wurde das Stellwerk durch ein elektronisches Stellwerk, ferngesteuert aus Dülmen, ersetzt. Im November 2000 ist das Gebäude des Stellwerkes abgerissen worden. 2004 erfolgte die Umbenennung in Nottuln-Appelhülsen. 2012 wurde im Rahmen der Renovierung des Bahnhofs eine Fußgängerüberführung über die Gleise erbaut. Im Herbst 2013 wurden die Parkplätze und die Fahrradständer erweitert.

## Empfangsgebäude
Das Empfangsgebäude wurde direkt im Jahr 1870 zusammen mit dem Bahnhof aus gelben Ziegeln erbaut. 1970 wurde die Bahnhofsgaststätte geschlossen; 1975 folgte die Fahrkartenausgabe. 1999 erwarb die Gemeinde Nottuln das unter Denkmalschutz stehende Empfangsgebäude. Alle Versuche, das Gebäude zu verkaufen, auch über eBay, blieben erfolglos. Am 18. Januar 2007 wurde das Dach des Empfangsgebäudes durch den Orkan Kyrill so schwer beschädigt, dass das Gebäude im April 2007 aus Sicherheitsgründen abgerissen werden musste. Der Bahnhofsvorplatz heißt seither Kyrillplatz.

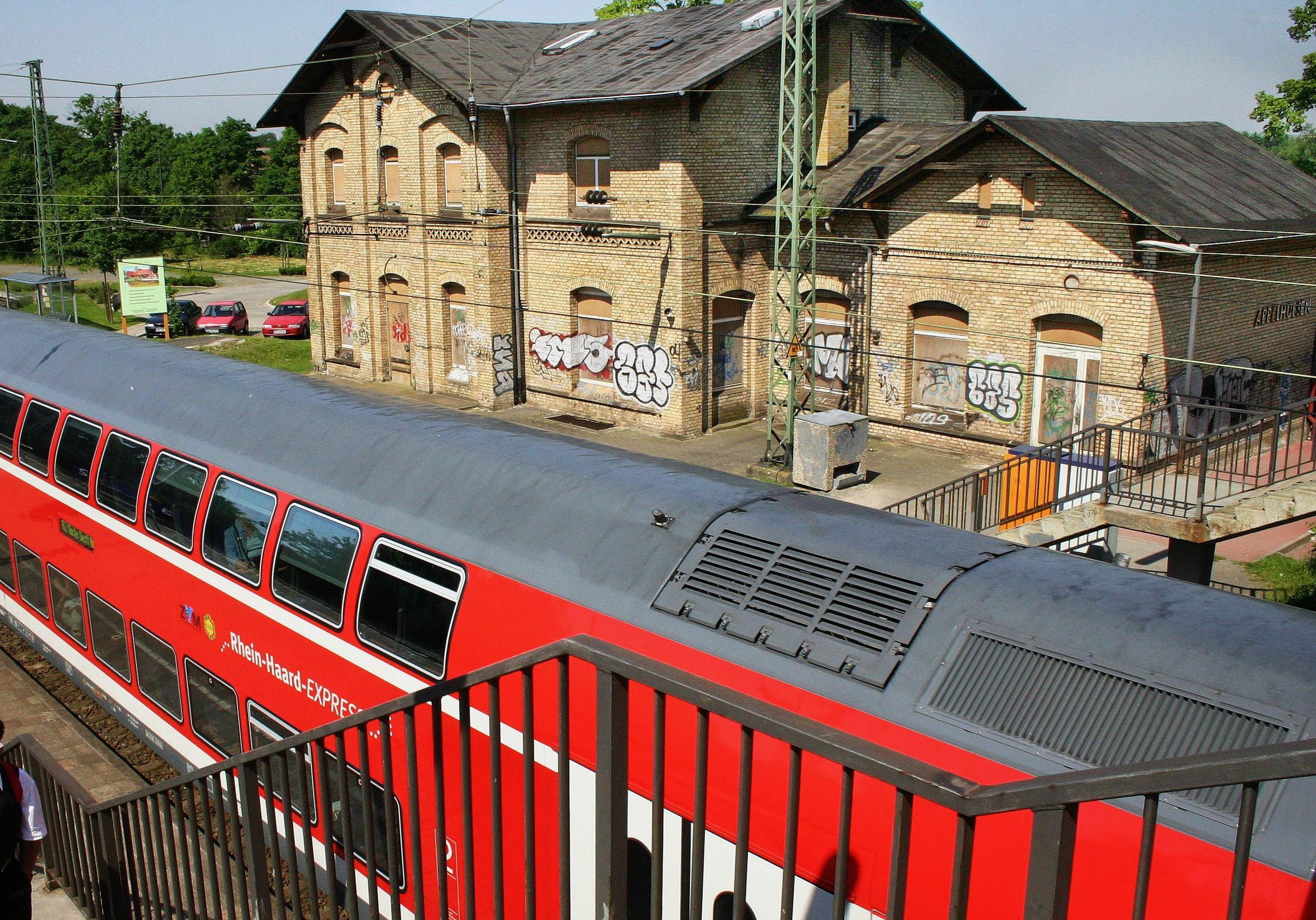
Das Gebäude vor Kyrill
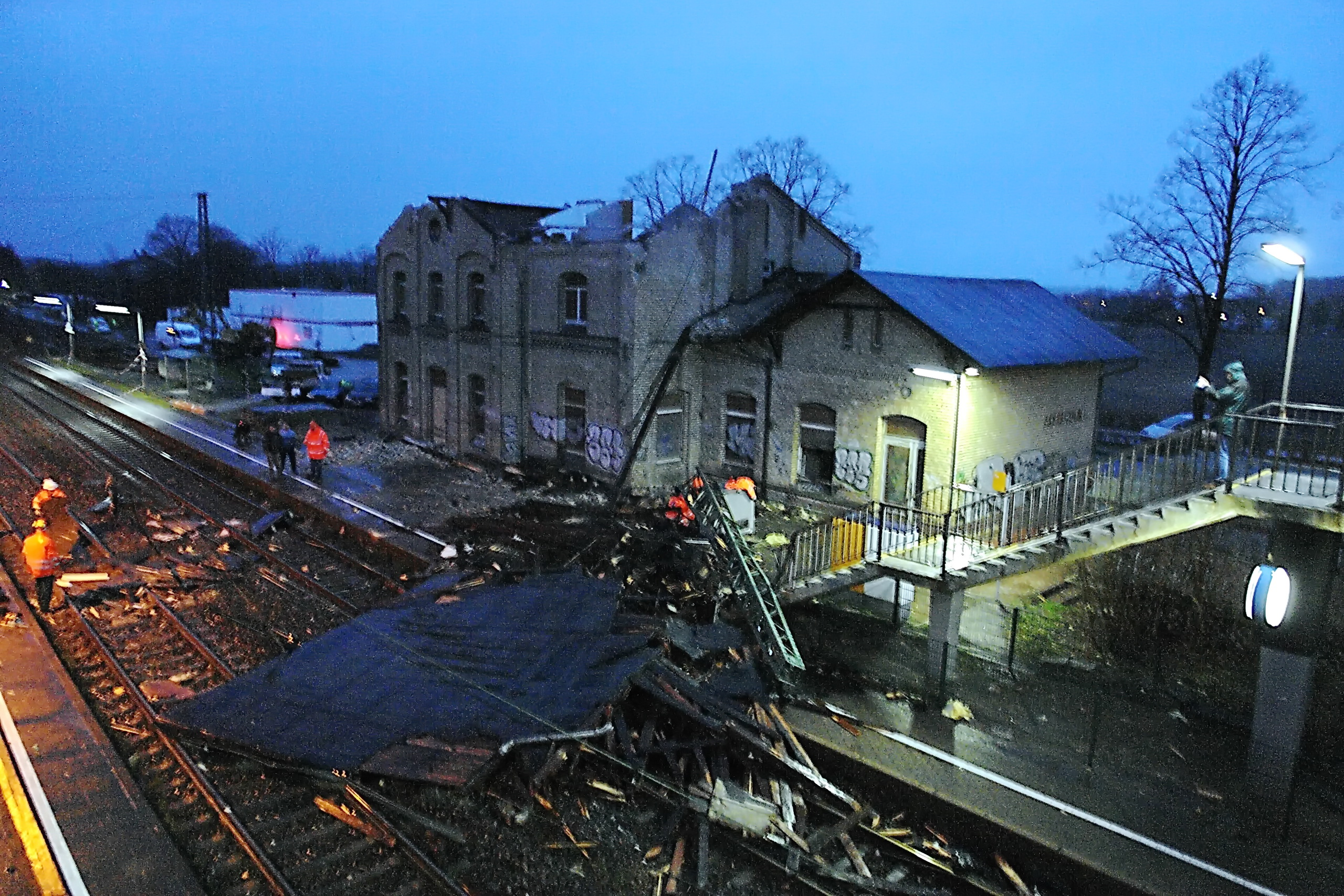
Schäden durch Kyrill
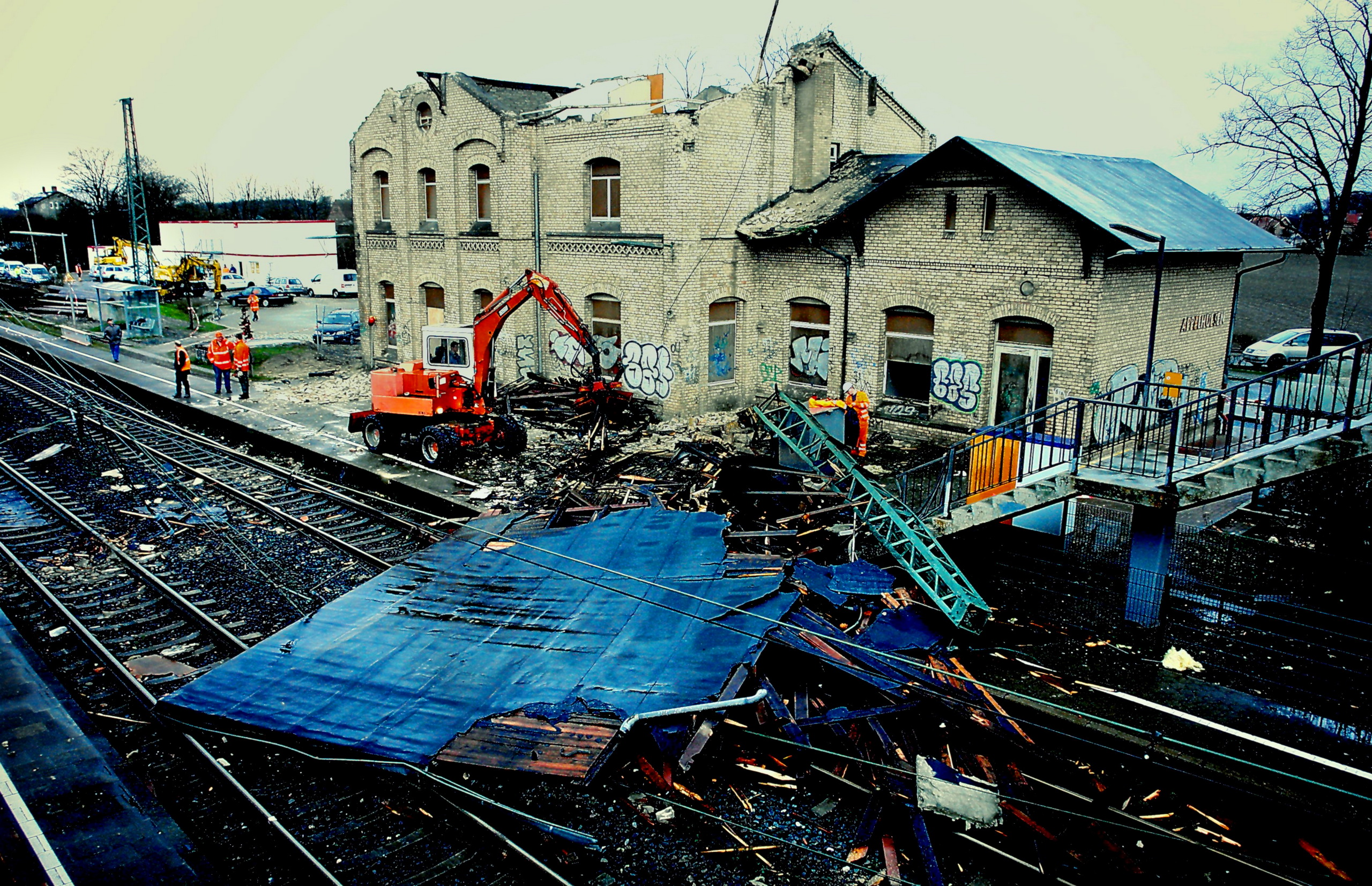
Schäden durch Kyrill
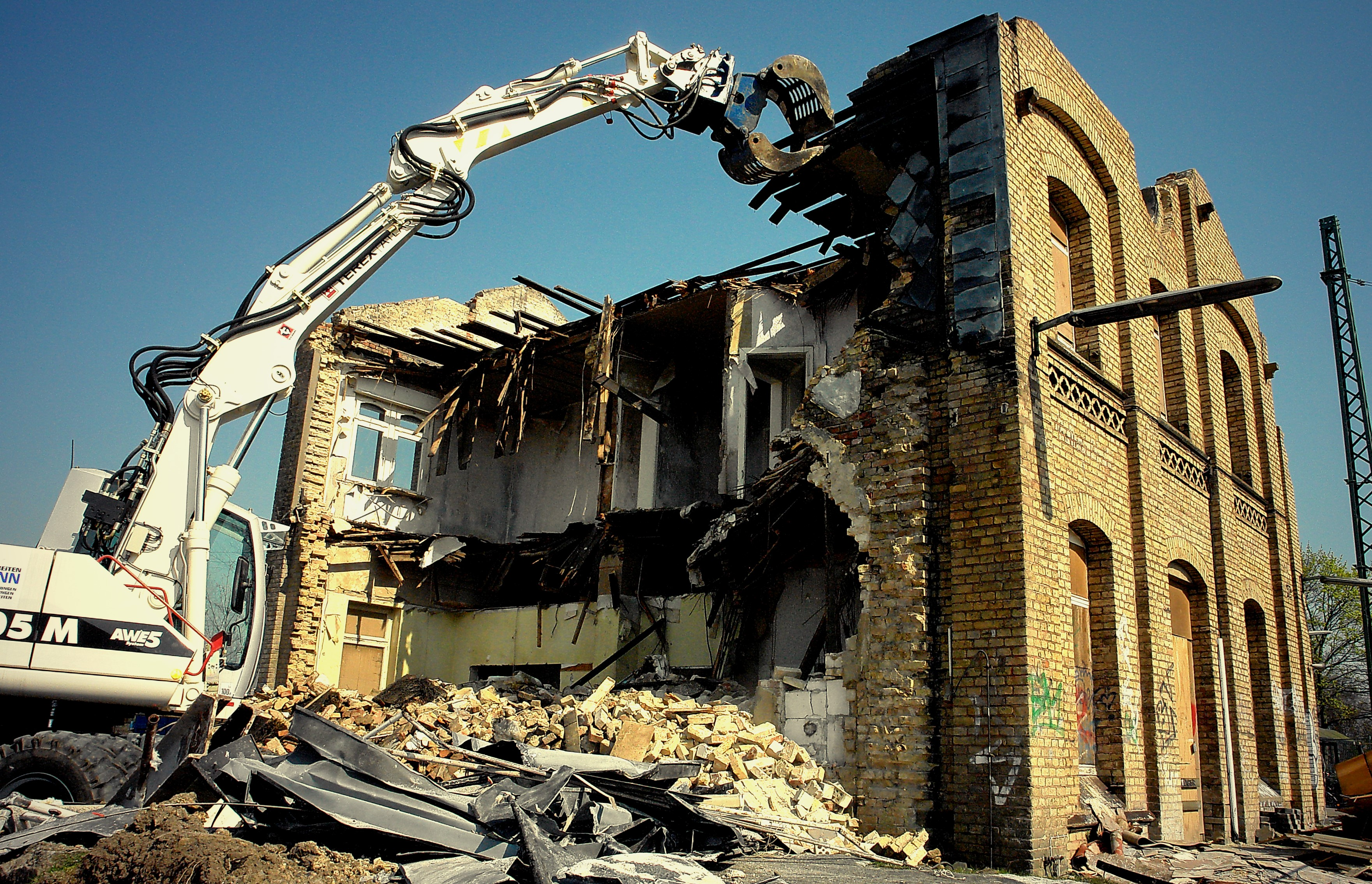
Abriss des Gebäudes

Die Gemeinde Nottuln hatte das Gebäude als Baudenkmal unter Nummer A70 in die Denkmalliste aufgenommen.

## Anlagen
Der Bahnhof verfügt über einen Seitenbahnsteig und einen Mittelbahnsteig mit insgesamt drei Bahnhofsgleisen. Westlich des Bahnhofs ist ein zusätzliches Ausweichgleis vorhanden. Güterverkehrsanlagen sind nicht mehr vorhanden.

## Bedienung
Im Schienenpersonennahverkehr wird der Bahnhof Nottuln-Appelhülsen 2020 vom Rhein-Haard-Express (RE 42) bedient. In den Abend- und Nachtstunden, wenn der RE 42 nicht verkehrt, hält der RE 2 (Düsseldorf–Münster) in Nottuln-Appelhülsen.
| Linie | Linienverlauf | Takt                                             | Betreiber |
| ----- | --- | ------------------------------------------------ | --------- |
| RE 2  | Rhein-Haard-Express: Osnabrück Hbf – Hasbergen – Natrup-Hagen (zweistdl.) – Lengerich (Westf) – Kattenvenne (zweistdl.) – Ostbevern – Westbevern – Münster (Westf) Hbf – (Münster-Albachten – Senden-Bösensell – Nottuln-Appelhülsen – Buldern –)* Dülmen – (Sythen –)* Haltern am See – (Marl-Sinsen –)* Recklinghausen Hbf – (Recklinghausen Süd –)* Wanne-Eickel Hbf – Gelsenkirchen Hbf – Essen Hbf – Mülheim (Ruhr) Hbf – Duisburg Hbf – Düsseldorf Flughafen – Düsseldorf Hbf * Halt nur einzelner Züge im Nachtverkehr Stand: Fahrplanwechsel Dezember 2023 | 60 min                                           | DB Regio  |
| RE 42 | Niers-Haard-Express: Münster (Westf) Hbf – Münster-Albachten (stündlich) – Senden-Bösensell – Nottuln-Appelhülsen – Buldern – Dülmen – Sythen – Haltern am See – Marl-Sinsen – Recklinghausen Hbf – Recklinghausen Süd – Wanne-Eickel Hbf – Gelsenkirchen Hbf – Essen Hbf – Mülheim (Ruhr) Hbf – Duisburg Hbf – Rheinhausen – Krefeld-Uerdingen – Krefeld Hbf – Viersen – Mönchengladbach Hbf Stand: Fahrplanwechsel Dezember 2021 | 30 min (Münster–Essen) 60 min (Essen–M’gladbach) | DB Regio  |